# Ле Борнь, Марсель
Марсель Ле Борнь (фр. Marcel Leborgne; 9 сентября 1939, Каре-Плугер — 6 декабря 2007, Вьен) — французский футболист, полузащитник, позже — тренер.
Родился 9 сентября 1939 года в городе Каре-Плугер, Франция. В качестве игрока, наиболее известен выступлениями за «Олимпик Лион», в составе которого становился финалистом Кубка Франции 1963 года и обладателем национального кубка в сезонах 1964 и 1967 годов.
В первом истории розыгрыше Кубка Ярмарок, принял участие двух матчах против итальянского «Интернационале», проиграв по сумме двух встреч. 19 мая 1957 года в матче против «Реймса» Ле Борнь дебютировал во французском Национальном чемпионате. 17 марта 1963 года в поединке против «Ренна» отметился первым голом за клуб.
После завершения карьеры игрока работал главным тренером в командах лионского региона, включая «Пон-де-Шерюи» и Сен-Приест. В 1970—1976 годах руководил клубом «Конкарно» из одноимённого города. С марта по июнь 1988 года был главным тренером «Олимпик Лион», став третьем менеджером в эпоху президентства Жана-Мишеля Ола. Во главе команды провёл 7 матчей, одержал 3 победы и сыграл 4 ничьи. По итогам сезона, «Олимпик» занял второе место в подгруппе A во французской Лиге 2.
Скончался 7 декабря 2007 года во Вьене. 8 декабря перед матчем чемпионата Франции «Олимпик Лион» и «Канн» прошла минута молчания в память о Ле Борне. В феврале 2008 года в городе Живор прошло торжественное открытие площади в честь полузащитника, на церемонии присутствовали мэр города Марсьяль Пасси и бывший партнёр Марселя по «Олимпик Лион» Жан Джоркаефф.

## Достижения
- Обладатель Кубка Франции: 1964, 1967[2].